# 細川貴英
細川 貴英（ほそかわ たかひで、1986年8月4日 - ）は、日本の作家・Webエンジニア。三重県出身。慶應義塾大学大学院理工学研究科修了。
大学在籍中に物理の参考書『微積で解いて得する物理』を出版。以降はラッパーとしても活動。
2015年に『声に出して踏みたい韻』を出版。また、テレビ出演も果たす。現在はWebエンジニアとして勤務しながら、韻検索サイト「韻ノート」の制作や、LITTLEと共に出演するYouTubeチャンネル「愛韻TV」などを通じ、日本語での押韻文化の普及活動を行っている。

## 著書
- 『微積で解いて得する物理―力学/電磁気学がスラスラ解ける』 オーム社、2009年。ISBN 978-4274502187。
- 『演習版・微積で解いて得する物理』 オーム社、2009年。ISBN 978-4274502651。
- 『声に出して踏みたい韻』 オーム社、2015年。ISBN 978-4274505591。

## 出演

### テレビ
- 超流派（2015年8月21日、テレビ東京）

### ラジオ
- THE PRESENT（2016年1月7日、ベイエフエム）
- simple style－オヒルノオト－（2016年1月7日、JFN）
- 武田和歌子のぴたっと。（2015年12月30日、ABCラジオ）
- E-ne ～good for you～（2015年12月4日、Fm Yokohama）

### Web
- Real Sound（2015年8月16日、LITTLE＋細川貴英が語り合う、韻の面白さと使い方「韻はフェティシズムの世界 それをいかにポップスにしていくか」）
- SUKIKATTE （2018年2月10日、【特別対談】ICE BAHN×細川貴英）
- POSTAD（2019年2月6日、INTERVIEW 広告に隠れた韻？心に残すには言葉にリズムを託せばいい！）
- 愛韻TV - YouTubeチャンネル